# Jeppe Curth
Jeppe Lund Curth (Farum, 21 marzo 1984) è un ex calciatore danese, di ruolo attaccante.

## Palmarès

### Club
- Campionato danese: 1

Aalborg: 2008

### Individuale
- Miglior giovane danese dell'anno: 1

2002
- Capocannoniere del campionato danese: 1

2007-2008 (17 reti)